# Le Nabab

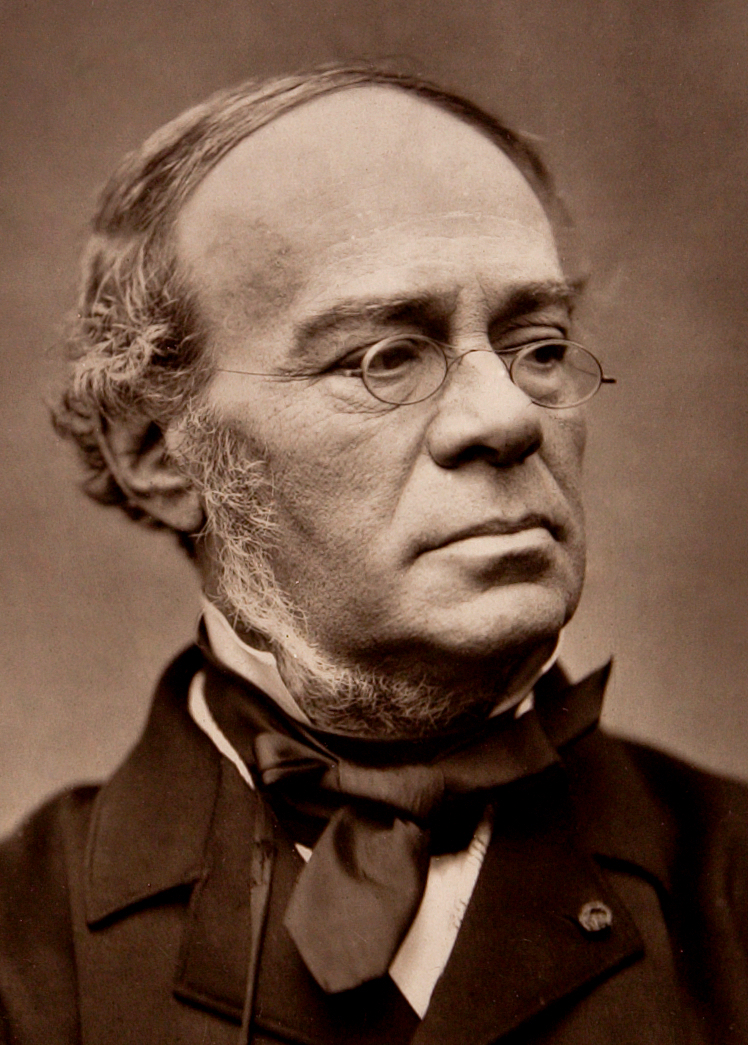
Fromental Halévy

Le Nabab är en opéra comique i tre akter med musik av Jacques Fromental Halévy och libretto av Eugène Scribe.
Titeln syftar på en Nawab eller indisk furste. Operan var det sista samarbetet mellan Scribe och Halévy, vilket började 1835 med La Juive, Halévys största succé. Den hade premiär i Paris den 1 september 1853. 
Operan spelades 38 och verkar sedan ha legat ospelad.

## Personer
| Roller        | Stämma  | Premiärbesättning den 1 september 1853 (Conductor: ) |
| ------------- | ------- | ---------------------------------------------------- |
| Dora          | sopran  | Caroline Miolan-Carvalho                             |
| Lord Evendale | tenor   | Charles-Auguste-Marie Ponchard                       |
| Clifford      | baryton | Joseph-Antoine-Charles Couderc                       |

## Handling
Plats: Indien och England
Tid:
Guvernören Lord Evendale, trött på livet och sin hustru, överväger självmord. Hans doktor föreslår att han tar ett sabbatsår. Innan han reser till England ser han till att den föräldralös flickan Dora får följa med. 
I England arbetar Evendale under förklädnad för Doras farbror och vinner hennes hjärta. I tredje akten avslöjas det att lady Evendale hade gift sig med doktorn i deras ungdom. Hennes bigami gör Evendale fri att gifta sig med Dora.